# Gare de Saga-Arashiyama
La gare de Saga-Arashiyama (嵯峨嵐山駅, Saga-Arashiyama-eki) est une gare ferroviaire située à Kyoto au Japon. La gare est exploitée par la compagnie JR West.

## Situation ferroviaire
La gare de Saga-Arashiyama est située au point kilométrique (PK) 10,3 de la ligne principale San'in (appelée à cet endroit ligne Sagano).

## Histoire
La gare est inaugurée le 15 février 1897 sous le nom de gare de Saga. Elle prend son nom actuel en 1994.

## Service des voyageurs

### Accueil
La gare dispose d'un bâtiment voyageurs, avec guichet, ouvert tous les jours.

### Desserte
- Ligne Sagano :
  - voies 1 et 2 : direction Kyoto
  - voies 3 et 4 : direction Sonobe et Fukuchiyama

### Intermodalité
La gare de Torokko Saga, point de départ du Sagano Scenic Railway, est adjacente à la gare.
L'arrêt Randen-Saga du tramway de Kyoto est situé à 250 m au sud de la gare.

## Dans les environs
- Arashiyama